# 斯瓦希里海岸
斯瓦希里海岸，是斯瓦希里人居住的東南非洲印度洋沿海地區。它主要由索馬里南部、肯尼亞、坦桑尼亞與莫桑比克北部海岸，以及桑給巴爾、科摩羅等幾個沿海島嶼所組成。今天的斯瓦希里海岸地區，歷史上在希臘羅馬時代被稱為阿扎尼亞。在7世紀至14世紀的中東、中國及印度文學中被稱為津芝。
斯瓦希里人及其文化是非洲人與阿拉伯血統的融合，也是嚴格的穆斯林，以航海經商為生。斯瓦希里沿海地區擁有獨特的文化、人口、宗教及地理環境，再加上經濟方面等其他因素，因此分離主義思潮不斷上升。